# Suore domenicane di Santa Maria dell'Arco
Le Suore Domenicane di Santa Maria dell'Arco sono state un istituto religioso femminile di diritto pontificio: i membri di questa congregazione posponevano al loro nome la sigla O.P.

## Storia
La congregazione ebbe origine dalla comunità di monache domenicane di San Pietro Martire a Firenze, sorta nel XV secolo, alla quale il granduca di Toscana Pietro Leopoldo affidò un conservatorio per l'educazione delle fanciulle.
Il 27 settembre 1925 i frati domenicani del convento di Santa Maria dell'Arco, presso Sant'Anastasia, aprirono un orfanotrofio presso il santuario da loro guidato e chiamarono a gestirlo le suore di San Pietro Martire. Da Firenze giunsero quattro suore guidata da madre Clotilde Menzietti.
Nel 1934, con l'approvazione del vescovo di Nola Egisto Domenico Melchiori, la comunità di religiose domenicane di Santa Maria dell'Arco si costituì in congregazione autonoma, approvata il 6 febbraio 1937 dal vescovo Michele Raffaele Camerlengo. Le domenicane di Santa Maria dell'Arco furono affiliate all'Ordine dei Frati Predicatori dal 19 marzo 1942.
Il 26 maggio 2025, con decreto dato in Vaticano, le suore domenicane di S. Maria dell'Arco, dopo un commissariamento durato quasi sette anni, frutto di divisioni interne alla congregazione in merito alle modalità di gestione della stessa e al calo di vocazioni nel decennio precedente, sono state incorporate alle Suore domenicane missionarie di San Sisto.

## Attività e diffusione
Le suore della congregazione si dedicavano ad attività educativo-scolastiche, a opere socio-assistenziali, alla catechesi e ad altre forme di collaborazione pastorale.
La congregazione era presente nell'Italia meridionale e in Perù; la sede generalizia era a Sant'Anastasia, in diocesi di Nola.
Al 31 dicembre 2008 la congregazione contava 80 religiose in 14 case.